# Anakaputhur
Anakaputhur là một thị xã của quận Kancheepuram thuộc bang Tamil Nadu, Ấn Độ.

## Nhân khẩu
Theo điều tra dân số năm 2001 của Ấn Độ, Anakaputhur có dân số 31.733 người. Phái nam chiếm 51% tổng số dân và phái nữ chiếm 49%. Anakaputhur có tỷ lệ 74% biết đọc biết viết, cao hơn tỷ lệ trung bình toàn quốc là 59,5%: tỷ lệ cho phái nam là 80%, và tỷ lệ cho phái nữ là 69%. Tại Anakaputhur, 12% dân số nhỏ hơn 6 tuổi.